# Bob Dailey
Robert Scott „Bob“ Dailey (* 3. Mai 1953 in Kingston, Ontario; † 7. September 2016 in Florida, USA) war ein kanadischer Eishockeyspieler, der im Verlauf seiner aktiven Karriere zwischen 1970 und 1981 unter anderem 624 Spiele für die Vancouver Canucks und Philadelphia Flyers in der National Hockey League auf der Position des Verteidigers bestritten hat. Während seiner neun Spielzeiten in der NHL nahm Dailey zweimal am NHL All-Star Game teil.

## Karriere
Dailey verbrachte seine Juniorenzeit zwischen 1970 und 1973 bei den traditionsreichen Toronto Marlboros in der Ontario Hockey Association. Dort verlebte der Abwehrspieler eine überaus erfolgreiche Zeit, die im Jahr 1973 mit dem Gewinn des Doubles aus dem J. Ross Robertson Cup der OHA und dem Memorial Cup der gesamten Canadian Hockey League gekrönt wurde. Nachdem er als Offensivverteidiger in seinen beiden letzten Juniorenjahren jeweils über 80 Scorerpunkte gesammelt hatte, wurde er schließlich sowohl im NHL Amateur Draft 1973 in der ersten Runde an neunter Gesamtstelle von den Vancouver Canucks aus der National Hockey League als auch im WHA Amateur Draft desselben Jahres von den Toronto Toros aus der mit der NHL konkurrierenden World Hockey Association ausgewählt.
Der Defensivspieler entschied sich im Sommer 1973 schließlich in die NHL zu wechseln, wo er einen Vertrag bei den Vancouver Canucks unterzeichnete. Bei den Westkanadiern verbrachte er die ersten dreieinhalb Jahre seiner Profikarriere, die er ohne Umwege direkt in der NHL begonnen hatte. Zur Mitte der Saison 1976/77 wurde Dailey im Januar 1977 im Tausch für Larry Goodenough und Jack McIlhargey zu den Philadelphia Flyers transferiert, die nach den Stanley-Cup-Triumphen in den Jahren 1974 und 1975 auf der Suche nach einem variabel einsetzbaren Verteidiger waren, um erneut um die Meisterschaft mitspielen zu können. In seinem ersten kompletten Spieljahr mit den sogenannten Broad Street Bullies stellte Dailey mit 57 Scorerpunkten einen Karrierebestwert auf und wurde erstmals zum NHL All-Star Game eingeladen. Der Kanadier spielte schließlich bis zum Beginn der Saison 1981/82 bei den Flyers und nahm 1981 ein zweites und letztes Mal am All-Star-Game teil, ehe ihn eine im November 1981 erlittener Bruch des Sprunggelenks zum abrupten Rückzug vom aktiven Sport im Alter von 28 Jahren zwang. 
Nach einer viereinhalbjährigen Pause wagte Dailey im März 1986 im Trikot der Hershey Bears aus der American Hockey League noch einmal ein Comeback, das allerdings nur fünf Spiele lang währte. Daraufhin ließ er sich im US-Bundesstaat Florida nieder und war in der Immobilienwirtschaft tätig. In seiner Wahlheimat verstarb er schließlich im September 2016 im Alter von 63 Jahren nach einem langjährigen Kampf gegen den Krebs.

## Erfolge und Auszeichnungen
| - 1973 J.-Ross-Robertson-Cup-Gewinn mit den Toronto Marlboros - 1973 Memorial-Cup-Gewinn mit den Toronto Marlboros - 1973 OHA Second All-Star Team | - 1978 Teilnahme am NHL All-Star Game - 1981 Teilnahme am NHL All-Star Game |

## Karrierestatistik
(Legende zur Spielerstatistik: Sp oder GP = absolvierte Spiele; T oder G = erzielte Tore; V oder A = erzielte Assists; Pkt oder Pts = erzielte Scorerpunkte; SM oder PIM = erhaltene Strafminuten; +/− = Plus/Minus-Bilanz; PP = erzielte Überzahltore; SH = erzielte Unterzahltore; GW = erzielte Siegtore; 1 Play-downs/Relegation; Kursiv: Statistik nicht vollständig)